# Amadeus III. Savojský
Amadeus III. Savojský (1095, Piemont – duben 1148, Nikósie) byl v letech 1103 až 1148 savojským hrabětem a hrabětem z Maurienne. Byl také znám jako křižák.

## Život
Amadeus se narodil v Carignanu v Piemontu jako syn hraběte Humberta II. Savojského a jeho manželky Gisely Burgundské, dcery Viléma I. Burgundského. Savojským hrabětem se stal po smrti svého otce v roce 1103. Amadeus měl tendenci přehánět své tituly a také tvrdil, že je vévodou z Lombardie, Burgundska a Chablais a vikářem Svaté říše římské.
Pomáhal s obnovou opatství Saint Maurice d'Agaune, v němž byli korunováni bývalý burgundští králové a jehož byl do roku 1147 sám opatem. Založil také opatství svatého Sulpicia v Bugey, opatství Tamié v Bauges a klášter Hautecombe v Bourget.
V roce 1128 Amadeus rozšířil svou říši, známou jako „Starý Chablais“, a přidal k ní region sahající od Arve k Dranse d'Abondance, kterému se začalo říkat „Nový Chablais“ s hlavním městem v Saint-Maurice. Navzdory svému sňatku s Matyldou z Albonu stále bojoval proti svému švagrovi Guyovi, který byl zabit v bitvě u Montmélian. Poté se král Ludvík VI. Francouzský, jehož manželkou byla Amadeova sestra Adéla, pokusil Savojsko zabavit. Amadeus byl zachráněn na přímluvu mnicha Petra Poustevníka a svým příslibem účasti na Ludvíkově plánované křížové výpravě.

## Křížová výprava
V roce 1147 Amadeus doprovázel svého synovce Ludvíka VII. Francouzského a jeho manželku Eleonoru Akvitánskou na druhou křížovou výpravu. Svou výpravu financoval pomocí půjčky z opatství sv. Maurice. V jeho doprovodu bylo mnoho baronů ze Savojska, včetně pánů z Faucigny, Seysselu, La Chambre, Miolans, Montbelu, Thoire, Montmayeuru, Vienne, Viry, La Palude, Blonay, Chevron-Villette, Chigninu a Châtillonu. Amadeus cestoval na jih přes Itálii do Brindisi, přešel přes Durazzo a pochodoval na východ podél Via Egnatia, aby se na konci roku 1147 setkal s Ludvíkem v Konstantinopoli. Po přechodu do Anatolie se Amadeus, který vedl předvoj, u Denizli ... a Ludvíkovy síly byly téměř zcela zničeny.
Ludvík, Amadeus a další baroni, pochodující k Adalii, se rozhodli pokračovat lodí do Antiochie. Na cestě Amadeus onemocněl na Kypru a zemřel v Nikósii v dubnu 1148. Pohřben byl v kostele sv. Kříže v Nikósii. V Savojsku se stal jeho nástupcem jeho nezletilý syn Humbert III., za něhož vládl jako regent biskup Amadeus z Lausanne.

## Manželství a potomci
S první manželkou Adélou měl Amadeus dceru:
- Adéla Savojská

V roce 1123 se oženil s Matyldou z Albonu, dcerou Guiguese III. z Albonu, s níž měl několik dětí:
- Matylda Savojská
- Anežka Savojská
- Humbert III. Savojský
- Jan Savojský
- Petr Savojský
- Vilém Savojský
- Markéta Savojská
- Isabela Savojská
- Juliana Savojská